# Керепеши
Керепеши (на унгарски: Kerepesi), с официално наименование Национално гробище „Фиумски път“ (Fiumei úti nemzeti sírkert), е най-известният обществен гробищен парк в Будапеща.
То е сред най-старите гробища в Унгария, което като цяло е почти напълно запазено. Наричано е и Пер Лашез на Будапеща. В него са погребани видни културни, обществени и политически дейци.

## История
Първите погребения в гробището са извършени две години след откриването му през 1849 г. Оттогава тук са погребани множество представители на унгарския елит (политици, писатели, скулптори, архитекти, художници, композитори, учени, актьори), някои от тях в богато украсени гробници и мавзолеи.
Гробището „Керепеши“ е част от унгарската история и култура с гробовете на дейците на културата, героите якобинци, участниците в революциите от 1848 г. и 1956 г.; огромен Мавзолей на работническото движение представя култа към мъртвите по време на социалистическия период в Унгария (1948 – 1989).
По време на Втората световна война, и особено по време на обсадата на Будапеща, там са погребани хиляди жертви. Самото гробище понася значителни щети по време на нападенията срещу 2 гари, намиращи се в непосредствена близост. През зимата на 1945 г. се водят и боеве в гробището, а съветските войски, разположени на територията му, нанасят значителни щети на гробниците.
Гробището е затворено за погребения през 1952 г., но при определени условия в него се извършва поставяне на урни, разпръскване на прах, изкопаване на гроб.
Освен че гробището пази паметта на видни личности, значителна част от надгробните плочи са създадени от известни архитекти и скулптори и притежават художествена историческа стойност. То е известно с богатата си флора и фауна, което превръща площта му от 56 хектара в своеобразен дендрариум. От 2016 г. уникалната градина се стопанисва от Националния институт за наследство и е отворена за посещения в определеното работно време. Извършват се и редица реставрации на мавзолеите, гробниците и пантеоните.

## Погребален музей
В гробището се намира и Погребалния музей (на унгарски: Kegyeleti Múzeum), който представя постоянна експозиция за унгарските погребални традиции и практики. В него е изложена втората по големина в Европа старинна катафалка за впряг от 6 коня, направена през 1932 г. Тя е използвана само за 4 национални погребения, първото от които е на Алберт Апони.

## Погребани в „Керепеши“
Сред погребаните в гробищния парк са много видни личности.

### Политически личности
- Лайош Кошут, унгарски национален герой
- Ференц Деак, унгарски държавник
- Лайош Батяни, министър-председател
- Йожеф Антал, министър-председател, историк
- Дезо Банфи, министър-председател
- Ищван Бетлен, министър-председател
- Шандор Векерле, министър-председател на Унгария
- Янош Кадар, министър-председател на Унгария, лидер на УСРП
- Ференц Мюних, министър-председател на Унгария
- Михай Кароли, първият президент на Унгария
- Ференц Мадъл, президент на Унгария
- Ласло Шойом, президент на Унгария
- Ефтимие Мургу, философ, революционен демократ
- Ференц Роза, деец на унгарското комунистическо движение

### Писатели и поети
- Ендре Ади, поет
- Янош Аран, поет
- Михали Бабич, поет
- Бела Балаж, писател, сценарист
- Ференц Фердинанд Баумгартен, писател, критик, литературен историк
- Янош Гарай, поет и драматург
- Дьорд Фалуди, писател, поет, преводач
- Мате Залка, писател
- Игнотус, писател, поет, критик
- Бела Илеш, писател, драматург
- Мор Йокаи, писател
- Атила Йожеф, поет
- Карл Мария Кертбени, писател, преводач
- Карой Кишфалуди, поет, драматург, художник
- Дежо Костолани, поет, писател
- Гюла Круди, писател
- Калман Миксат, писател
- Жигмонд Мориц, писател
- Миклош Радоти, поет
- Дженьо Ракоши, драматург
- Михай Танчич, писател
- Михай Верешмарти, поет (гробницата му е сред най-старите оцелели гробници)
- Гергели Чики, драматург
- Ласло Аран, поет
- Ищван Чурка, драматург, журналист и политик
- Имре Кертес, писател

### Художници и скулптори
- Миклош Барабаш, художник
- Еньо Барчай, художник
- Кароли Ференци, художник (там са погребани и децата му Бени Ференци и Ноеми Ференци)
- Тивадар Костка Чонтвари, художник
- Кароли Лоц, художник
- Миклош Ижо, скулптор
- Янош Фадруз, скулптор
- Ласло Меднянски, художник
- Михай Мункачи, художник
- Михали Зичи, художник, график
- Виктор Мадарас, художник

### Други личности
- Мария Базилидес, оперна певица
- Ото Титус Блати, инженер, автор на шахматни изследвания
- Арминий Вамбери, лингвист
- Артур Гьоргей, военачалник
- Лоранд Етвьос, физик
- Ференц Еркел, композитор
- Дьорд де Хевеши, химик, Нобелов лауреат
- Миклош Ибл, архитект
- Игнац Земелвайс, акушер, сред първите, предложили асептика за родилки
- Ищван Лашу, статистик и географ
- Едьон Лехнер, архитект
- Липот Фейер, математик
- Бела Маджари, космонавт
- Дьорд Лукач, философ
- Саму Печ, архитект
- Карл Полани, икономист
- Фридеш Рис, математик
- Имре Щайндл, архитект
- Игнац Алпар, архитект
- Габор Сарваш, лингвист
- Лео Силард, физик
- Адам Кларк, шотландски строителен инженер, работил в Унгария
- Мари Ясаи, актриса
- Миклош Янчо, режисьор

## Мавзолеи и гробници – галерия
- Мавзолей на Лайош Батяни
- Мавзолей на Ференц Деак
- Мавзолей на Абрахам Ганц
- Мавзолей на Антал Малошик
- Мавзолей на Емануел Гозду
- Аркада
- Гробницата на Мор Йокаи
- Гробницата на Михай Кароли
- Гробницата на героите от 1956 г.: „Спящи герои, пазете мечтите и спомените си, докато нацията е жива“
- Гробница на барон Дьо Банфи
- Гробница на Янош Аран и Ласло Аран
- Гробница на Ендре Ади
- Гробница на Янош Кадар и съпругата му
- Работнически пантеон
- Мемориален комплекс на съветските войници